# Stichorkis viridicallus
Stichorkis viridicallus là một loài thực vật có hoa trong họ Lan. Loài này được (Holttum) Marg., Szlach. & Kulak mô tả khoa học đầu tiên năm 2008.